# 테사 바이올렛
테사 바이올렛(Tessa Violet, 1990년 5월 20일 ~ )은 미국의 비디오 블로거, 싱어송라이터이다. 미카키티(Meekakitty)라는 이름으로도 알려져 있다.
17살이던 2007년 학교 프로젝트의 일환으로 브이로그(vlog)를 시작했다. 초기에는 "마인드 긱"(Mind Geek)이라는 캐치프레이즈를 내걸고 《디지몬》, 《스타워즈》, 《스타 트렉》, 《닥터 후》, 《해리 포터》, 《젤다의 전설》 등 소위 매니아틱한 컨텐츠와 일상적인 것으로 영상 채널을 꾸려나갔다. 하지만 이후 음악 관련 방향으로 선회하기 위해 더 이상 "마인드 긱"이란 캐치프레이즈는 사용하지 않게 된다. 이에 맞춰 점차 유명 음악가들의 팬 뮤직비디오를 만든다거나 본인의 음악을 선보이는 등 본격적인 음악 활동을 시작했다. 신장 178cm 장신으로, 홍콩과 태국에서 패션 모델로 활동하기도 했다.

## 음반 목록
- Maybe Trapped Mostly Troubled (2001)
- Halloway (2016)
- Bad Ideas  (2019)